# Ponsampère
Ponsampère (Ponsan Pera en gascon) est une commune française située dans le sud du département du Gers en région Occitanie. Sur le plan historique et culturel, la commune est dans le pays d'Astarac, un territoire du sud gersois très vallonné, au sol argileux, qui longe le plateau de Lannemezan.
Exposée à un climat océanique altéré, elle est drainée par le ruisseau du Rieutort, le ruisseau du Rodou et par divers autres petits cours d'eau. La commune possède un patrimoine naturel remarquable composé d'une zone naturelle d'intérêt écologique, faunistique et floristique.
Ponsampère est une commune rurale qui compte 97 habitants en 2022, après avoir connu un pic de population de 401 habitants en 1886.  Ses habitants sont appelés les Ponsannais ou  Ponsannaises.

## Géographie

### Localisation
Ponsampère est une commune de Gascogne située en Astarac.

### Communes limitrophes
Les communes limitrophes sont  Bazugues, Berdoues, Saint-Maur et Saint-Michel.
|          | Saint-Maur   |          |
| Bazugues | Ponsampère   | Berdoues |
|          | Saint-Michel |          |

### Géologie et relief
Ponsampère se situe en zone de sismicité 2 (sismicité faible).

### Hydrographie

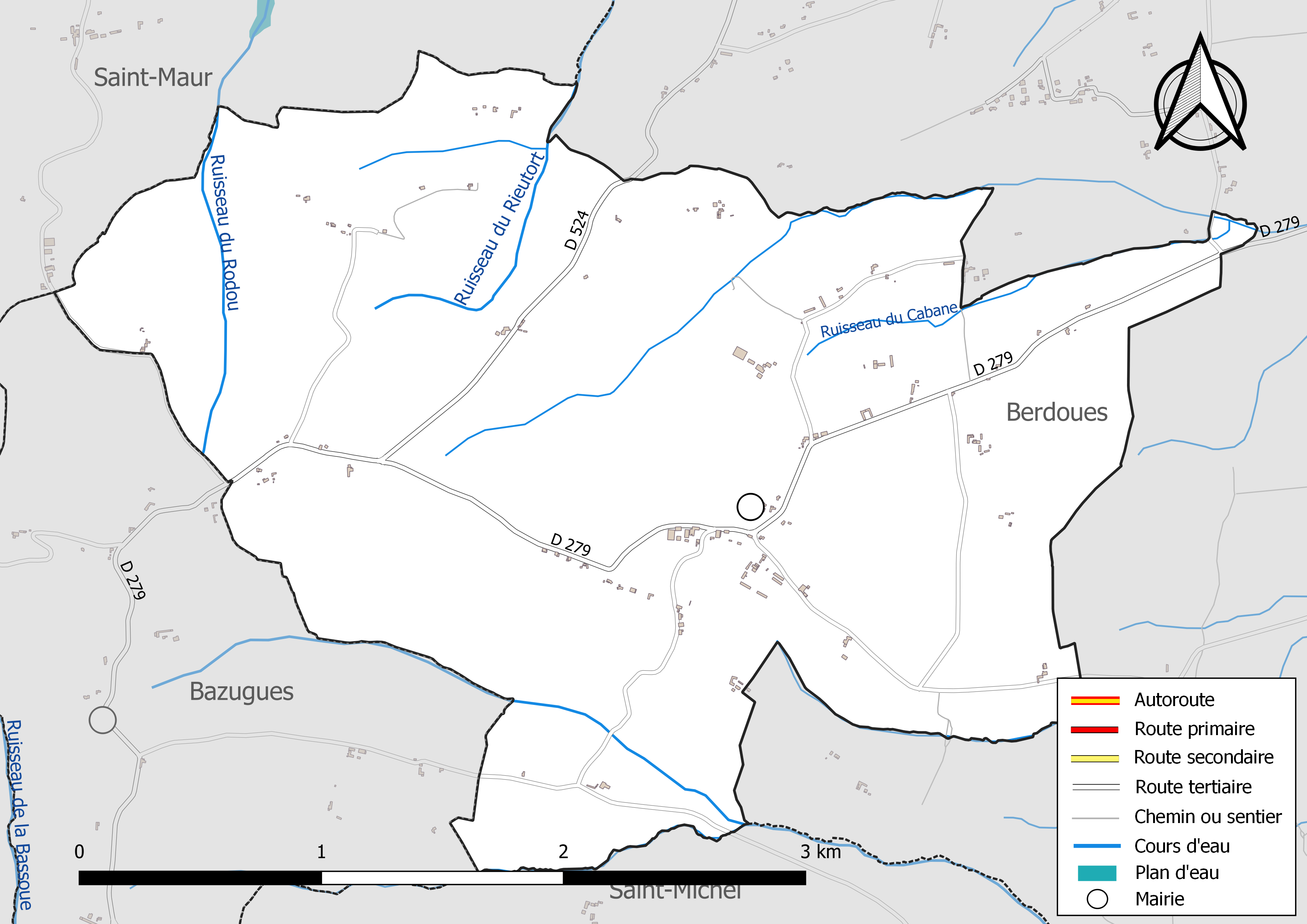
Réseaux hydrographique et routier de Ponsampère.

La commune est dans le bassin de la Garonne, au sein du bassin hydrographique Adour-Garonne. Elle est drainée par le ruisseau du Rieutort, le ruisseau du Rodou, le ruisseau du Cabane et par divers petits cours d'eau, qui constituent un réseau hydrographique de 10 km de longueur totale,.

### Climat
Pour des articles plus généraux, voir Climat de l'Occitanie et Climat du Gers.
En 2010, le climat de la commune est de type climat océanique altéré, selon une étude s'appuyant sur une série de données couvrant la période 1971-2000. En 2020, Météo-France publie une typologie des climats de la France métropolitaine dans laquelle la commune est toujours exposée à un climat océanique altéré et est dans la région climatique Aquitaine, Gascogne, caractérisée par une pluviométrie abondante au printemps, modérée en automne, un faible ensoleillement au printemps, un été chaud (19,5 °C), des vents faibles, des brouillards fréquents en automne et en hiver et des orages fréquents en été (15 à 20 jours).
Pour la période 1971-2000, la température annuelle moyenne est de 13 °C, avec une amplitude thermique annuelle de 14,7 °C. Le cumul annuel moyen de précipitations est de 866 mm, avec 10,6 jours de précipitations en janvier et 6,6 jours en juillet. Pour la période 1991-2020, la température moyenne annuelle observée sur la station météorologique la plus proche, située sur la commune de Mirande à 7 km à vol d'oiseau, est de 13,6 °C et le cumul annuel moyen de précipitations est de 818,5 mm,. Pour l'avenir, les paramètres climatiques de la commune estimés pour 2050 selon différents scénarios d'émission de gaz à effet de serre sont consultables sur un site dédié publié par Météo-France en novembre 2022.

### Milieux naturels et biodiversité

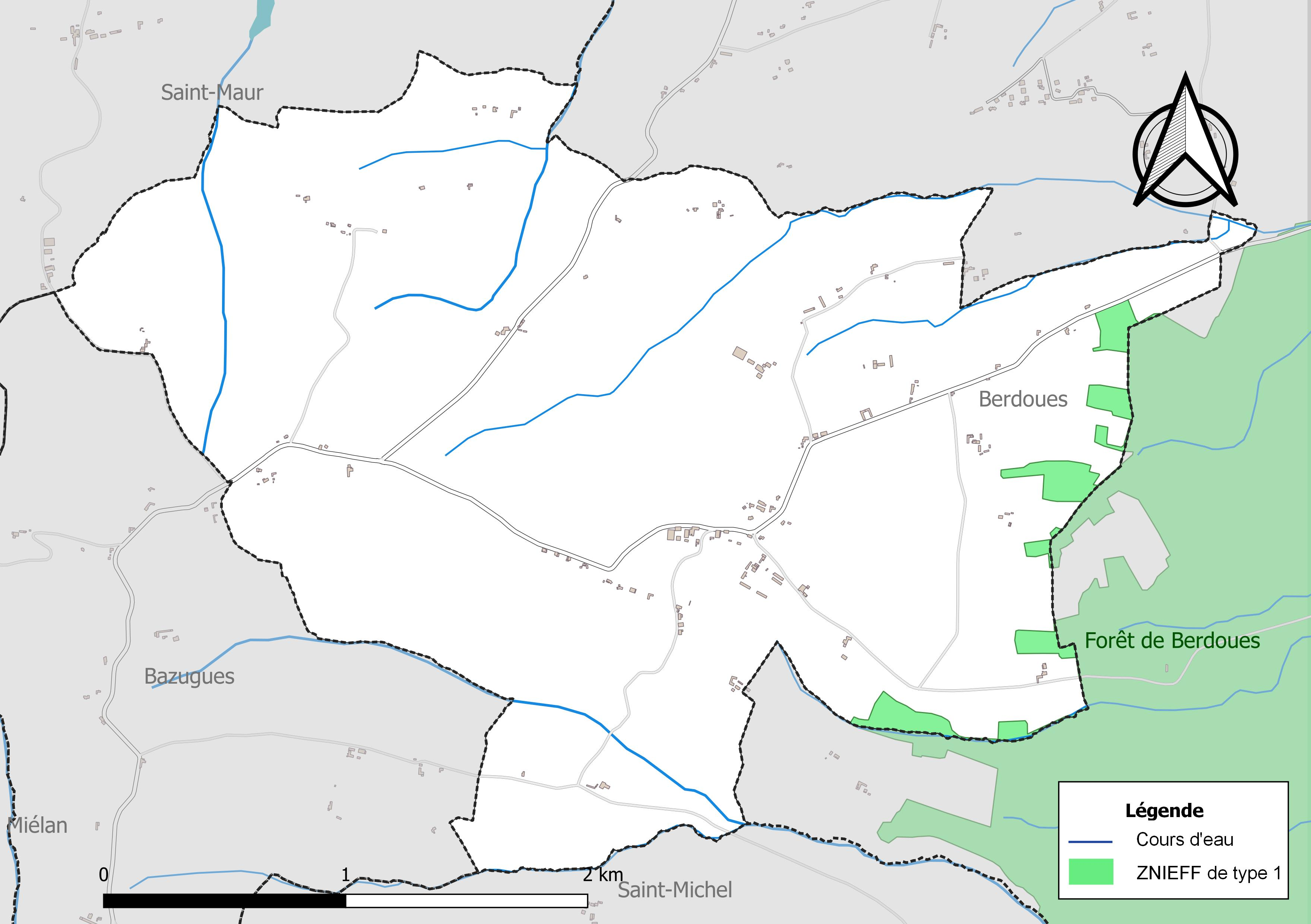
Carte de la ZNIEFF de type 1 localisée sur la commune.

L’inventaire des zones naturelles d'intérêt écologique, faunistique et floristique (ZNIEFF) a pour objectif de réaliser une couverture des zones les plus intéressantes sur le plan écologique, essentiellement dans la perspective d’améliorer la connaissance du patrimoine naturel national et de fournir aux différents décideurs un outil d’aide à la prise en compte de l’environnement dans l’aménagement du territoire.
Une ZNIEFF de type 1 est recensée sur la commune :
la « forêt de Berdoues » (389 ha), couvrant 4 communes du département.

## Urbanisme

### Typologie
Au 1er janvier 2024, Ponsampère est catégorisée commune rurale à habitat très dispersé, selon la nouvelle grille communale de densité à sept niveaux définie par l'Insee en 2022.
Elle est située hors unité urbaine et hors attraction des villes,.

### Occupation des sols
L'occupation des sols de la commune, telle qu'elle ressort de la base de données européenne d’occupation biophysique des sols Corine Land Cover (CLC), est marquée par l'importance des territoires agricoles (87,6 % en 2018), une proportion sensiblement équivalente à celle de 1990 (87,7 %). La répartition détaillée en 2018 est la suivante : 
terres arables (76,9 %), forêts (12,4 %), prairies (6,8 %), zones agricoles hétérogènes (3,9 %). L'évolution de l’occupation des sols de la commune et de ses infrastructures peut être observée sur les différentes représentations cartographiques du territoire : la carte de Cassini (XVIIIe siècle), la carte d'état-major (1820-1866) et les cartes ou photos aériennes de l'IGN pour la période actuelle (1950 à aujourd'hui).

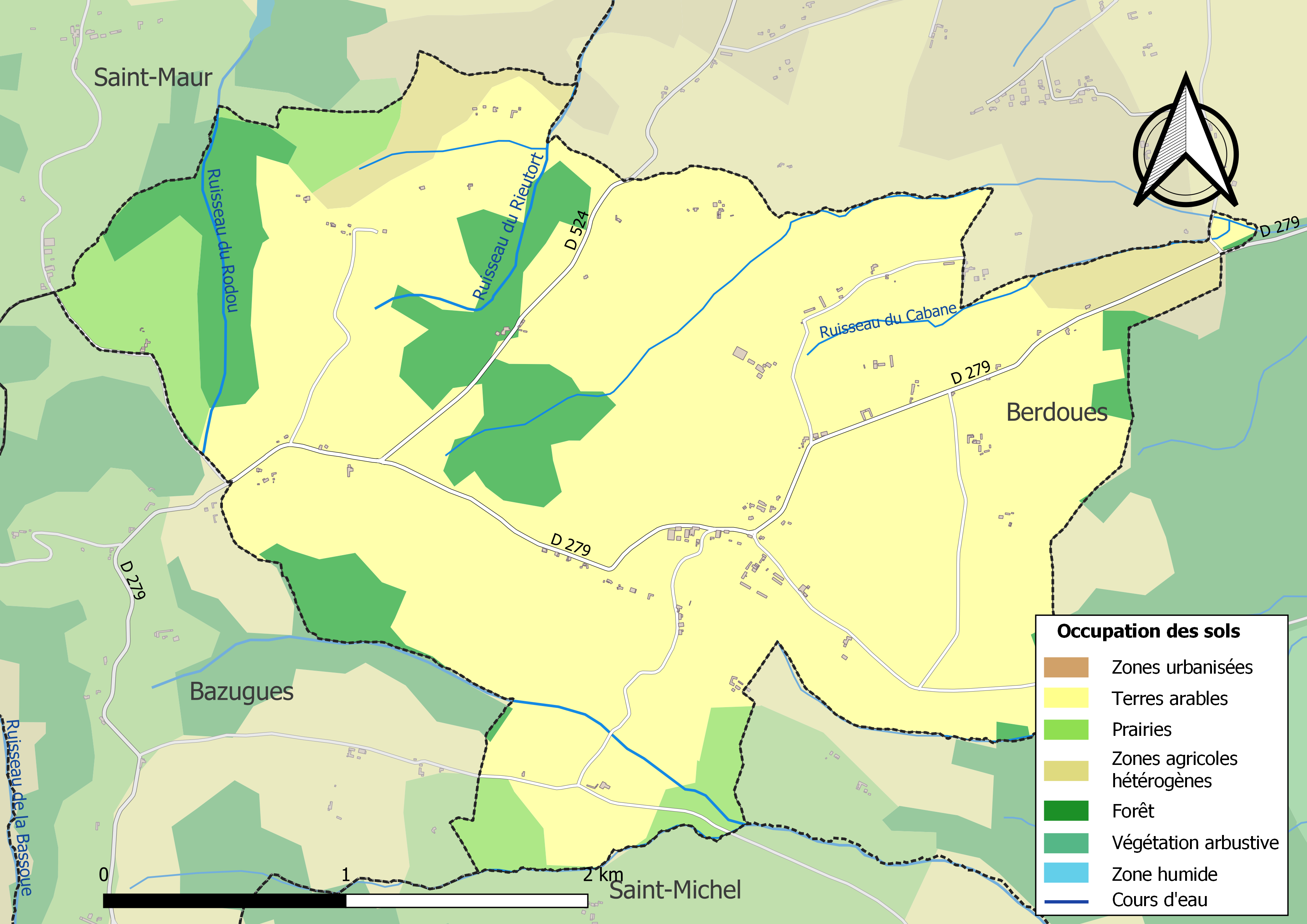
Carte des infrastructures et de l'occupation des sols de la commune en 2018 (CLC).

### Risques majeurs
Le territoire de la commune de Ponsampère est vulnérable à différents aléas naturels : météorologiques (tempête, orage, neige, grand froid, canicule ou sécheresse) et séisme (sismicité faible). Un site publié par le BRGM permet d'évaluer simplement et rapidement les risques d'un bien localisé soit par son adresse soit par le numéro de sa parcelle.

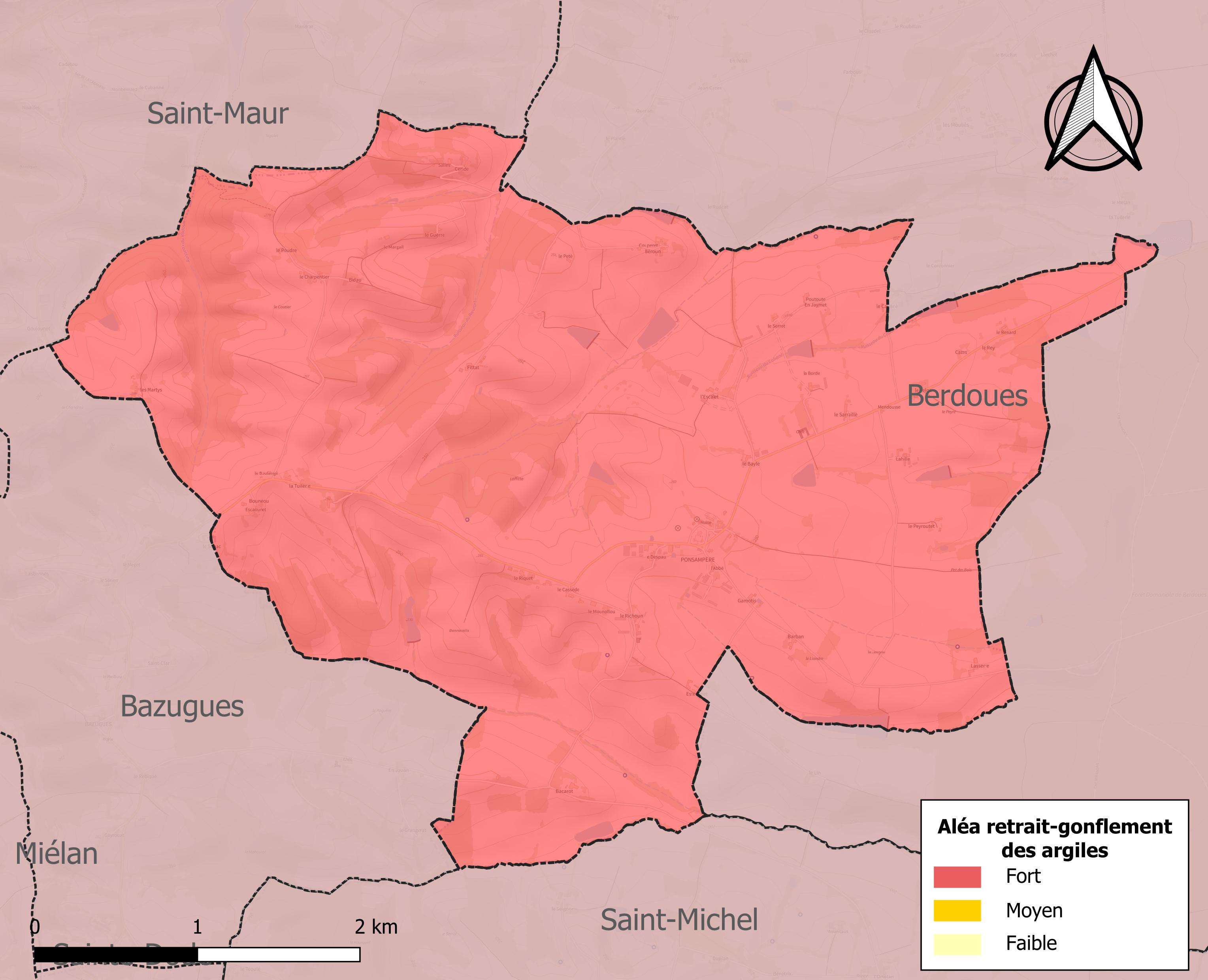
Carte des zones d'aléa retrait-gonflement des sols argileux de Ponsampère.

Le retrait-gonflement des sols argileux est susceptible d'engendrer des dommages importants aux bâtiments en cas d’alternance de périodes de sécheresse et de pluie. La totalité de la commune est en aléa moyen ou fort (94,5 % au niveau départemental et 48,5 % au niveau national). Sur les 62 bâtiments dénombrés sur la commune en 2019, 62 sont en aléa moyen ou fort, soit 100 %, à comparer aux 93 % au niveau départemental et 54 % au niveau national. Une cartographie de l'exposition du territoire national au retrait gonflement des sols argileux est disponible sur le site du BRGM,.
Par ailleurs, afin de mieux appréhender le risque d’affaissement de terrain, l'inventaire national des cavités souterraines permet de localiser celles situées sur la commune.
La commune a été reconnue en état de catastrophe naturelle au titre des dommages causés par les inondations et coulées de boue survenues en 2009.

## Politique et administration
| Période                                  | Période  | Identité         | Étiquette | Qualité      |
| ---------------------------------------- | -------- | ---------------- | --------- | ------------ |
| mars 2001                                | 2008     | Raymond Jacomet  |           |              |
| 2008                                     | 2014     | Gwladys Escudé   |           |              |
| 2014                                     | En cours | Laurence Soriano | DVG       | Agricultrice |
| Les données manquantes sont à compléter. |          |                  |           |              |

## Population et société

### Démographie
| 1793 | 1800 | 1806 | 1821 | 1831 | 1841 | 1846 | 1851 | 1856 |
| ---- | ---- | ---- | ---- | ---- | ---- | ---- | ---- | ---- |
| 256  | 273  | 275  | 240  | 342  | 340  | 349  | 336  | 360  |

| 1861 | 1866 | 1872 | 1876 | 1881 | 1886 | 1891 | 1896 | 1901 |
| ---- | ---- | ---- | ---- | ---- | ---- | ---- | ---- | ---- |
| 366  | 358  | 342  | 339  | 356  | 401  | 333  | 285  | 260  |

| 1906 | 1911 | 1921 | 1926 | 1931 | 1936 | 1946 | 1954 | 1962 |
| ---- | ---- | ---- | ---- | ---- | ---- | ---- | ---- | ---- |
| 244  | 253  | 225  | 198  | 194  | 198  | 175  | 141  | 142  |

| 1968 | 1999 | 2004 | 2006 | 2009 | 2014 | 2019 | 2022 | - |
| ---- | ---- | ---- | ---- | ---- | ---- | ---- | ---- | - |
| 109  | 118  | 116  | 116  | 112  | 132  | 108  | 97   | - |

### Manifestations culturelles et festivités
- Fête patronale : 26 septembre[23].

## Économie

### Emploi
|                | 2008  | 2013  | 2018  |
| -------------- | ----- | ----- | ----- |
| Commune        | 1,6 % | 7,4 % | 6,2 % |
| Département    | 6,1 % | 7,5 % | 8,2 % |
| France entière | 8,3 % | 10 %  | 10 %  |

En 2018, la population âgée de 15 à 64 ans s'élève à 69 personnes, parmi lesquelles on compte 75 % d'actifs (68,8 % ayant un emploi et 6,2 % de chômeurs) et 25 % d'inactifs,. Depuis 2008, le taux de chômage communal (au sens du recensement) des 15-64 ans est inférieur à celui de la France et du département.
La commune est hors attraction des villes,. Elle compte 16 emplois en 2018, contre 15 en 2013 et 16 en 2008. Le nombre d'actifs ayant un emploi résidant dans la commune est de 48, soit un indicateur de concentration d'emploi de 34,1 % et un taux d'activité parmi les 15 ans ou plus de 51,1 %.
Sur ces 48 actifs de 15 ans ou plus ayant un emploi, 16 travaillent dans la commune, soit 34 % des habitants. Pour se rendre au travail, 70,5 % des habitants utilisent un véhicule personnel ou de fonction à quatre roues, 2,3 % les transports en commun, 9,1 % s'y rendent en deux-roues, à vélo ou à pied et 18,2 % n'ont pas besoin de transport (travail au domicile).

### Activités hors agriculture
11 établissements sont implantés  à Ponsampère au 31 décembre 2019.
Le secteur de l'industrie manufacturière, des industries extractives et autres est prépondérant sur la commune puisqu'il représente 54,5 % du nombre total d'établissements de la commune (6 sur les 11 entreprises implantées  à Ponsampère), contre 12,3 % au niveau départemental.

### Agriculture
La commune est dans l'Astarac, une petite région agricole englobant tout le Sud du département du Gers, un quart de sa superficie, et correspond au pied de lʼéventail gascon. En 2020, l'orientation technico-économique de l'agriculture  sur la commune est la combinaisons de granivores (porcins, volailles).
|               | 1988 | 2000 | 2010 | 2020 |
| ------------- | ---- | ---- | ---- | ---- |
| Exploitations | 0    | 14   | 12   | 10   |
| SAU (ha)      | 0    | 794  | 835  | 732  |

Le nombre d'exploitations agricoles en activité et ayant leur siège dans la commune est très faible 0 lors du recensement agricole de 1988  à 14 en 2000 puis à 12 en 2010 et enfin à 10 en 2020.

## Culture locale et patrimoine

### Lieux et monuments
- Église Saint-Pierre.

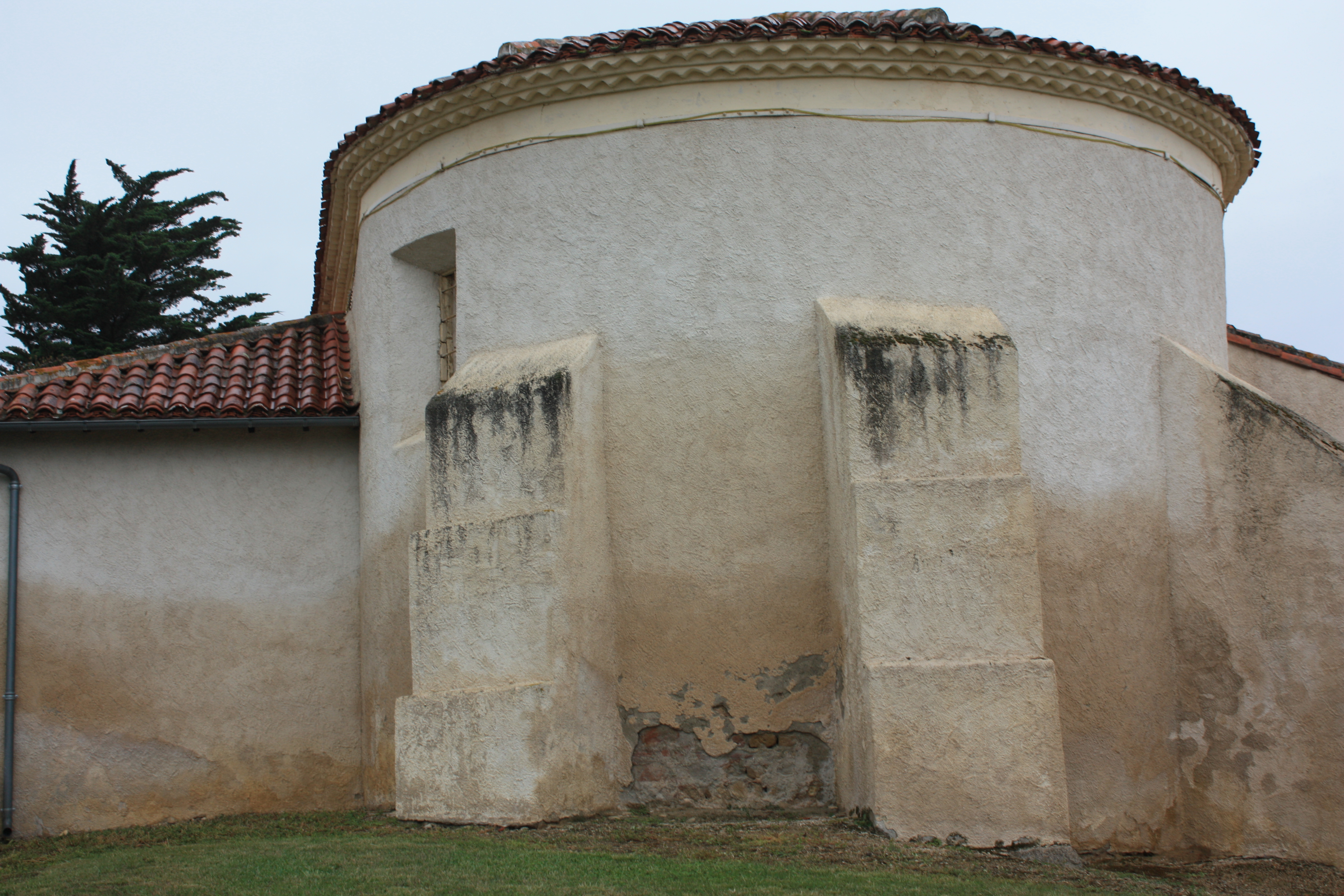
Le chevet de l'église Saint-Pierre

- Église Notre-Dame-des-Neiges (ou de Laffitte).
- Château de Cours (XVIIIe siècle). Le château porte le nom de Belesta sur la carte de Cassini : les Belesta qui en sont propriétaires émigrent pendant la Révolution. La maison est alors achetée par la famille de Cours en 1797[27]. Propriété privée, ne se visite pas.
- Site castral de Laffitte. De l'enceinte fortifiée des seigneurs de Laffitte, signalée dans le cartulaire de Berdoues au début du XIIIe siècle (acte n°779)[28], il ne reste rien de visible en élévation. Le site devait se trouver à proximité de la chapelle Notre-Dame-des-Neiges.
- Site castral de Lasméras. La carte de Cassini figure la gentilhommière du Perrucat, dont les bâtiments sont également représentés sur le plan cadastral de 1824[29], sous le nom de Lasméras, et sur la carte IGN de 1950[30]. Aucun vestige de l'ancien château n'est aujourd'hui visible en élévation.
- Site castral de Ponsampère. Le cartulaire de Berdoues mentionne une forteresse à Ponsampère à la fin du XIIe siècle (acte n°791)[28]. Elle était probablement implantée au centre du village, sur la plate-forme qui porte l'église et dont les fossés sont encore visibles aujourd'hui.

### Personnalités liées à la commune
- Jacques Dufilho (1914-2005) : l'acteur posséda longtemps une ferme dans le village et fut un temps membre du conseil municipal. Il est inhumé dans le cimetière communal.